# Kvabliani
Kvabliani (georgiska: ქვაბლიანი) är ett vattendrag i Georgien. Det ligger i den sydvästra delen av landet, i Adzjarien och Samtsche-Dzjavachetien. Kvabliani mynnar som vänsterbiflod i Potschovistsqali.